# Marian Keyes
Pour les articles homonymes, voir Keyes.
 (mars 2022).
Si vous disposez d'ouvrages ou d'articles de référence ou si vous connaissez des sites web de qualité traitant du thème abordé ici, merci de compléter l'article en donnant les références utiles à sa vérifiabilité et en les liant à la section « Notes et références ».
Marian Keyes, née en 1963 à Limerick (Irlande) est une écrivaine irlandaise. Elle est considérée comme l'une des fondatrices du « chick lit ». 

## Biographie
Née le 10 septembre 1963 à Limerick, dans l’ouest irlandais elle grandit à Dublin. Elle étudie le droit à l’Université du Dublin. Elle vit à Londres plusieurs années. À l’âge de 30 ans, après de nombreuses dépressions et problèmes avec l’alcool elle commence à écrire. 
C’est alors qu’elle envoie ses articles à une maison d’édition. Son premier roman, Watermelon, est publié  en 1995. Depuis, elle n’a pas cessé d’écrire dans son style particulier, connu comme « chick lit ». Elle vit actuellement à Dún Laoghaire avec son mari, Tony.
En 2021, elle est « L'auteur de l'année » des Irish Book Awards.

## Travaux
Ses ouvrages qui ont été traduits dans de nombreuses langues. Elle participe aussi à des débats télévisés et publie de nombreux articles dans la presse écrite.
Marian Keyes est connue comme l’une des fondatrices du « chick lit ». Un style pour jeunes femmes qui évoque des sujets d’actualité avec un regard féministe et positif. Il combine la comédie à des sujets comme l’infidélité, le divorce, l’addiction ou la violence de genre. Dans l’œuvre de Marian Keyes, on rencontre des personnages vivant un passage difficile de leur vie, qu'ils surmontent néanmoins.

## Œuvres
- Watermelon (1995)
- Lucy Sullivan is Getting Married (1996)
- Les vacances de Rachel (2000), (Rachel's Holiday, 1998)
- Le club de la dernière chance (2001), (Last Chance Saloon, 1999)
- Sushi pour débutants, Une vie de rêve (2003) (Sushi for Beginners, 2000)
- Chez les Anges (2004), (Angels, 2002)
- The other Side of the Story (2005)
- Réponds si tu m'entends (2008), (Anybody out there, 2007)
- Un homme trop charmant (2009), (This charming man, 2008)
- The Brightest star in the Sky (2012)
- The Mystery of Mercy Close (2013)
- Under the Duvet (2001)
- Further under the Duvet (2005)
- Un couple presque parfait (The Break, 2017)
- Grown Ups (2020)

## Prix et distinctions
- 2021 : « L'auteur de l'année » des Irish Book Awards[1].